# How Now Brown Cow
How Now Brown Cow är ett studioalbum, släppt 2001 av det experimentella rockbandet Cornbugs. Det var ett av deras originalalbum, men exemplaren slutade sedan produceras. Albumet blev dock tillgängligt igen hittas genom deras tre samlingsalbum, släppta 2005 och 2006.

## Låtlista
1. The End
2. Hey Pipe Man
3. Bun Boy
4. Meat Rotten Meat
5. Sacramento
6. Brain Dead Too
7. Dog Town
8. I'm a Psycho
9. Tongue Tied
10. I Wanna Do It Again
11. Spastic Song
12. Headcheese
13. Hup You Little Puppet
14. Didja